# Sven Olsson
Sven „Bleddy“ Olsson (* 3. Oktober 1889; † 19. Mai 1919) war ein schwedischer Fußballspieler.

## Laufbahn
Olsson spielte für Örgryte IS. Mit dem Klub wurde er mehrmals schwedischer Meister.
Am 12. Juli 1908 gehörte Olsson zur Auswahl Schwedens, die ihr erstes Länderspiel bestritt. Im heimischen Balders Hage wurde die Norwegische Fußballnationalmannschaft mit 11:3 besiegt. Im selben Jahr nahm er an den Olympischen Spielen in London teil, bei denen die Mannschaft am Turnierfavoriten, der englischen Amateurnationalmannschaft scheiterte. Olsson bestritt die ersten sieben Länderspiele der schwedischen Nationalmannschaft und war damit Rekordnationalspieler.